# Фил Селуей
Филип „Фил“ Джеймс Селуей (Philip „Phil“ James Selway) (роден 23 май 1967 е барабанистът на британската група „Radiohead“. Фил често, на шега е наричан „плешивкото на групата“ и е най-възрастния член от групата. Преди да се присъедини към Radiohead е работил с различни музиканти; работил е и като учител. Фил има съпруга и трима сина: Лео, Джейми и Патрик (поотделно, на които са посветени албумите Kid A, Amnesiac и Hail to the Thief).

## Творчество извън „Radiohead“
Противно на колегите си Том Йорк и Джони Грийнуд, Фил няма голяма намеса в проектите извън „Radiohead“. Но въпреки това през последните години взема повече активно участие в съвместната си работа с други професионалисти. В продължение на години той е в сдружение със Самарианската Здравна организация като привърженик. Фил също свири с групата Dive Dive през март 2005 г., а във филма „Хари Потър и огнения бокал“ ще се явява като член на групата „The Weird Sisters“ заедно с колегата си Джони Грийнуд и фронтмена на Pulp Джарвис Кокър. На 30 август 2010 г. Фил Селуей издава първия си солов албум, който се казва „Familial“